# Dyad 1909
Dyad 1909 — саундтрек до однойменної постановки балету Вейна Мак-Грегора (Wayne McGregor), який записали Олафур Арнальдс та Барді Йоганнсон (Barði Jóhannson). Реліз саундтреку відбувся 4 грудня 2009 року. 

## Перелік композицій
1. Frá Upphafi (1:46)
2. Lokaðu Augunum (Dyad 1909 Version) (3:53)
3. Brotsjór (3:52)
4. Við Vorum Smá… (Dyad 1909 Version) (3:16)
5. 3326 (3:37)
6. Til Enda (4:08)
7. …og Lengra (3:54)